# 78432 Helensailer
78432 Helensailer è un asteroide della fascia principale. Scoperto nel 2002, presenta un'orbita caratterizzata da un semiasse maggiore pari a 3,2427086 UA e da un'eccentricità di 0,1121916, inclinata di 3,76353° rispetto all'eclittica.
L'asteroide è dedicato a Helen R. Sailer, prozia dello scopritore.